# Tauscheria lasiocarpa
Tauscheria lasiocarpa là một loài thực vật có hoa trong họ Cải. Loài này được Fisch. ex DC. miêu tả khoa học đầu tiên năm 1821.